# Mebujan
Mebujan – u Bagobów bogini ziemi, ryżu i zmarłych; siostra Lumabata, któremu odmówiła zamieszkania w niebie. Mieszka w świecie podziemnym, gdzie potrząsając drzewem zarządza rytmem życia i śmierci.